# Chattanooga
Chattanooga è una città dello stato statunitense del Tennessee, capoluogo della contea di Hamilton. Con una popolazione di 181 099 abitanti censiti nel 2020 è la quarta città del Tennessee per abitanti dopo Nashville, Memphis e Knoxville. Si situa nel Tennessee sud-orientale, sul fiume Tennessee, confinando con la Georgia a sud. 
Chattanooga ha svolto un ruolo fondamentale durante la Guerra civile americana, vista la grande quantita di strade che si incrociano in città. Dopo la guerra, è rimasta il più grande hub di trasporti degli Stati Uniti sud-orientali.

## Geografia fisica
Chattanooga è situata nel Tennessee sud-orientale, lungo le rive del fiume Tennessee 120 miglia (190 km) a nord-ovest di Atlanta, Georgia, 120 miglia (190 km) a sud-ovest di Knoxville, 135 miglia (217 km) a sud-est di Nashville, Tennessee, 120 miglia (190 km) a nord-est di Huntsville, Alabama e 148 miglia (238 km) a nord-est di Birmingham, Alabama.
Chattanooga è situata a 35°02′44″N 85°16′02″W (35.045556, -85.267222).
Secondo lo United States Census Bureau, ha un'area totale di 144,6 mi² (374,51 km²).

## Storia
Originariamente fondata dal capo Cherokee John Ross come Ross's Landing nel 1816 come centro commerciale per la sua tribù. L'insediamento fu ribattezzato Chattanooga nel 1838 dopo la loro deportazione sul Sentiero delle lacrime.
Il 23 novembre 1863, durante la guerra civile, fu teatro della battaglia di Chattanooga, dove le forze unioniste guidate dal generale Ulysses S. Grant, giunte rinforzo delle truppe lì dislocate, contrattaccarono con successo l'esercito confederato. Il giorno successivo, fu combattuta nei dintorni la battaglia di Lookout Mountain. A questi scontri fece seguito, la primavera successiva, la campagna di Atlanta, iniziata vicino al vicino confine con la Georgia e poi proseguita a sud-est.
La presenza di numerosi giacimenti di carbon fossile, uranio, ferro e sale e l'impianto di centrali idroelettriche sul fiume Tennessee ne hanno consentito il notevole sviluppo industriale.

## Società

### Evoluzione demografica
Secondo il censimento del 2018, la popolazione era di 180 557 abitanti, in lieve aumento nel 2020 (181 099).

### Etnie e minoranze straniere
Secondo il censimento del 2010, la composizione etnica della città era formata dal 58,0% di bianchi, il 34,9% di afroamericani, lo 0,4% di nativi americani, il 2,0% di asiatici, lo 0,1% di oceaniani, il 2,8% di altre etnie, e l'1,9% di due o più etnie. Ispanici o latinos di qualunque etnia erano il 5,5% della popolazione.

## Economia
L'economia locale di Chattanooga investe principalmente in manifattura e servizi industriali. Il 15 luglio 2008 il gruppo Volkswagen America ha reso pubblica l'intenzione di aprire un nuovo stabilimento a Chattanooga, inaugurato poi nel maggio 2011. Lo stabilimento ha segnato il ritorno della produzione Volkswagen sul territorio statunitense 23 anni dopo la chiusura dello stabilimento di Westmoreland.

## Amministrazione

### Gemellaggi
- Hamm, dal 1975
- Wuxi, dal 1982
- Giv'atayim, dal 1988
- Nižnij Tagil, dal 1996
- Gangneung, dal 2003
- Wolfsburg, dal 2011
- Manfredonia, dal 2014

La città di Chattanooga possiede rapporti di amicizia con le seguenti città:
- Swindon, dal 2006
- Ascoli Piceno, dal 2006